# Liste der Bodendenkmale in Emmerthal
In der Liste der Bodendenkmale in Emmerthal sind die Bodendenkmale der niedersächsischen Gemeinde Emmerthal aufgeführt. Die Quelle ist der Denkmalatlas Niedersachsen. 

Emmerthal im Landkreis Hameln-Pyrmont

Der Stand der Liste ist der 28. Januar 2025.

## Allgemein
In den Spalten finden sich folgende Informationen des Bodendenkmales:
| Lage         | geographische Koordinaten                                                           |
| Bezeichnung  | Bezeichnung lt. Denkmalatlas                                                        |
| Beschreibung | Beschreibung lt. Denkmalatlas                                                       |
| ID           | Objekt-ID                                                                           |
| Bild         | Bild, ggf. zusätzlich mit Link zu weiteren Fotos im Medienarchiv Wikimedia Commons. |

## Grohnde
| Lage                        | Bezeichnung           | Beschreibung | ID       | Bild |
| --------------------------- | --------------------- | --- | -------- | ---- |
| 52° 0′ 42″ N, 9° 23′ 12″ O  | Grohnde 7, Grabhügel  | Durchmesser ca. 12 m und Höhe ca. 0,7 m. Flach gewölbt. Im Zentrum Kopfstich (2 × 3 m, T. 0,3 m). Abgesetzter Rand.                                       | 28968686 | BW   |
| 52° 0′ 43″ N, 9° 23′ 14″ O  | Grohnde 8, Grabhügel  | Durchmesser ca. 12 m und Höhe ca. 0,7 m. Flach gewölbt, abgesetzter Rand. Im SW-Bereich durch Forstschneise abgetragen; gestörter Hügelfuß im NW-Bereich. | 28968691 | BW   |
| 52° 0′ 29″ N, 9° 23′ 32″ O  | Grohnde 9, Grabhügel  | | 28968685 | BW   |
| 51° 59′ 43″ N, 9° 24′ 32″ O | Grohnde 20, Grabhügel | Durchmesser ca. 18 m und Höhe ca. 0,7 m. Ebenmäßig flach gewölbt und der Rand läuft flach aus. Südliche Hälfte beim Wegebau abgetragen.                   | 28968802 | BW   |
| 51° 59′ 21″ N, 9° 22′ 47″ O | Grohnde 21, Grabhügel | Durchmesser ca. 8,5 m und Höhe ca. 0,3 m. Kuppe stark abgeflacht. Auslaufender Hügelfuß.                                                                  | 28968803 | BW   |
| 51° 59′ 28″ N, 9° 23′ 52″ O | Grohnde 22, Grabhügel | Durchmesser ca. 8 m und Höhe ca. 0,4 m. | 28968804 | BW   |

### Grohnde 1
- ID:28968689
- Grabhügelfeld.

| Lage                      | Bezeichnung | Beschreibung                                                                                    | ID       | Bild |
| ------------------------- | ----------- | ----------------------------------------------------------------------------------------------- | -------- | ---- |
| 52° 0′ 51″ N, 9° 23′ 6″ O | Grohnde 1   | Durchmesser ca. 16 m und Höhe ca. 1,4 m. Hochgewölbt. Abgesetzter Rand.                         | 28968684 | BW   |
| 52° 0′ 50″ N, 9° 23′ 6″ O | Grohnde 2   | Durchmesser ca. 20 m und Höhe ca. 1,1 m. Flach gewölbt, im mittleren Bereich flache Einkuhlung. | 28968687 | BW   |
| 52° 0′ 51″ N, 9° 23′ 5″ O | Grohnde 3   | Durchmesser ca. 11 m und Höhe ca. 0,6 m. Fast rund. Flach gewölbt, auslaufender Rand.           | 28968688 | BW   |

### Grohnde 10
- ID:28968794
- Grabhügelfeld.

| Lage                       | Bezeichnung | Beschreibung | ID       | Bild |
| -------------------------- | ----------- | --- | -------- | ---- |
| 52° 0′ 31″ N, 9° 23′ 50″ O | Grohnde 10  | Durchmesser ca. 7 m und Höhe ca. 0,4 m. Fahrspuren. | 28968693 | BW   |
| 52° 0′ 30″ N, 9° 23′ 48″ O | Grohnde 11  | Durchmesser ca. 12 m und Höhe ca. 0,8 m. Rund. Abgeflachte Oberfläche und abgesetzter Rand. Alte Fahrspur.                                               | 28968694 | BW   |
| 52° 0′ 30″ N, 9° 23′ 48″ O | Grohnde 12  | Durchmesser ca. 10 m und Höhe ca. 0,4 m. Flach gewölbt, Rand stark auslaufend.                                                                           | 28968791 | BW   |
| 52° 0′ 29″ N, 9° 23′ 50″ O | Grohnde 13  | Durchmesser ca. 10 m und Höhe ca. 0,5 m. Flach gewölbt. Rand auslaufend und an der Oberfläche Baumstümpfe. Über den südlichen Rand verläuft ein Waldweg. | 28968793 | BW   |

### Grohnde 15
- ID:28968673
- Grabhügelfeld.

| Lage                       | Bezeichnung | Beschreibung | ID       | Bild |
| -------------------------- | ----------- | --- | -------- | ---- |
| 52° 0′ 10″ N, 9° 23′ 37″ O | Grohnde 15  | Durchmesser ca. 14 m und Höhe ca. 0,4 m. Abgeflachtes bis ausfließendes Profil.                                                                            | 28968798 | BW   |
| 52° 0′ 8″ N, 9° 23′ 38″ O  | Grohnde 16  | Durchmesser ca. 14 m und Höhe ca. 0,5 m. Abgeflachtes bis ausfließendes Profil. Kleine Störung auf dem Hügelkopf, die vermutlich von Wildschweinen stammt. | 28968799 | BW   |
| 52° 0′ 5″ N, 9° 23′ 34″ O  | Grohnde 17  | Größe ca. 16 × 13 m. Flach gewölbt, fast rund; Rand abgesetzt.                                                                                             | 28968800 | BW   |

### Grohnde 23
- ID:28968805
- Grabhügelfeld mit sechs Grabhügeln. Seit 1985 nur noch vier erhalten.

| Lage                        | Bezeichnung | Beschreibung                                                                                        | ID       | Bild |
| --------------------------- | ----------- | --------------------------------------------------------------------------------------------------- | -------- | ---- |
| 51° 59′ 19″ N, 9° 23′ 36″ O | Grohnde 23  | Größe ca. 22 × 16 m und Höhe ca. 1,4 m. Oval. Hochgewölbt; zentrale Eingrabung (3,5 × 2 m, T. 1 m). | 28968806 | BW   |
| 51° 59′ 21″ N, 9° 23′ 39″ O | Grohnde 24  | Durchmesser ca. 15 m und Höhe ca. 1,3 m. Hochgewölbt. Mehrere Baumstümpfe und abgesetzter Rand.     | 28968807 | BW   |
| 51° 59′ 17″ N, 9° 23′ 42″ O | Grohnde 25  | Durchmesser ca. 15 m und Höhe ca. 1 m. Hochgewölbt, abgesetzter Rand. Eingrabung in N-S Richtung.   | 28968808 | BW   |
| 51° 59′ 15″ N, 9° 23′ 42″ O | Grohnde 26  | Durchmesser ca. 25 m und Höhe ca. 0,6 m, linsenförmiges Profil, flach auslaufend.                   | 28968809 | BW   |

## Hagenohsen
| Lage                      | Bezeichnung              | Beschreibung | ID       | Bild           |
| ------------------------- | ------------------------ | --- | -------- | -------------- |
| 52° 3′ 18″ N, 9° 24′ 4″ O | Hagenohsen 13, NS-Anlage | Ca. 550 m lange und 315 m breite, annähernd ovale NW-SO orientierte Aufschüttung des ehemaligen Festplatzes. Hier wurde das auf dem Bückeberg in Emmerthal bei Hameln von 1933 bis 1937 jährlich veranstaltete „Reichserntedankfest“ durchgeführt. Es gehörte zu den größten Massenveranstaltungen des Nationalsozialismus. Der Hamelner Historiker Bernhard Gelderblom setzt sich seit vielen Jahren für einen angemessenen Umgang mit dem Ort ein. So konnte er erreichen, dass das Gelände 2011 vom Land Niedersachsen unter Denkmalschutz gestellt wurde. 2018 gründete der Landkreis Hameln-Pyrmont zusammen mit dem Verein für regionale Kultur- und Zeitgeschichte Hameln e.V. eine gemeinnützige GmbH zur Realisierung eines Dokumentations- und Lernortes. | 31244697 | Weitere Bilder |

## Hajen
| Lage                        | Bezeichnung        | Beschreibung | ID       | Bild |
| --------------------------- | ------------------ | --- | -------- | ---- |
| 51° 59′ 43″ N, 9° 25′ 38″ O | Hajen 1, Grabhügel | Durchmesser ca. 16 m und Höhe ca. 1 m. Im östl. Bereich Kuhle mit Steinlagerung; faust- bis kopfgroße Steinlagerungen. Mehrere Gesteinsbrocken (Sedimentgestein) miteinander durch stark geflossene, außen glatte und im Bruch blasige dunkelbraune Schlacke verbacken. | 28968811 | BW   |
| 51° 59′ 41″ N, 9° 25′ 36″ O | Hajen 2, Grabhügel | Durchmesser ca. 17 m und Höhe ca. 1,1 m. | 28968812 | BW   |

## Hämelschenburg
| Lage                       | Bezeichnung                   | Beschreibung | ID       | Bild |
| -------------------------- | ----------------------------- | --- | -------- | ---- |
| 52° 1′ 12″ N, 9° 19′ 29″ O | Hämelschenburg 1, Burg Waldau | Im N die etwa 25 × 31 große Vorburg, die hufeisenförmig von einem Graben mit ca. 10 m breitem und 1,5 m hohem Außenwall geschützt wird. Nach S schließt sich die höher gelegene Hauptburg an (Dm. 40 m). In ihrem Südteil scheinen Schuttwälle den Standort eines (Rund-?) Turms zu beschreiben, im Nordteil der Hauptburg sind noch Gebäudereste mit Mörtelmauern vorhanden. Anhand von Mauer- und Schuttspuren lässt sich die Ringmauer noch verfolgen. Wie lange die Burg vor und nach dem 1. Viertel des 14. Jh. noch bestanden hat und wann sie gebaut wurde, ist ungewiss. Die Funde sprechen für eine längere Lebensdauer. Bautypologisch darf man das „Hünenschloß“ oder die Burg Waldau zu den kleineren Höhenburgen rechnen, die als Turmburg mit kleiner Vorburg auf einer Bergnase angelegt war. | 28951135 |      |

## Kirchohsen

### Kirchohsen 1
- ID:28968813
- Grabhügelfeld.

| Lage                       | Bezeichnung  | Beschreibung                                                                                | ID       | Bild |
| -------------------------- | ------------ | ------------------------------------------------------------------------------------------- | -------- | ---- |
| 52° 0′ 34″ N, 9° 21′ 46″ O | Kirchohsen 1 | Durchmesser ca. 7,5 m und Höhe ca. 0,6 m. Östlicher Rand durch Forstschneise angeschnitten. | 28968814 | BW   |
| 52° 0′ 33″ N, 9° 21′ 45″ O | Kirchohsen 2 | Durchmesser ca. 7 m und Höhe ca. 0,4 m.                                                     | 28968815 | BW   |
| 52° 0′ 32″ N, 9° 21′ 45″ O | Kirchohsen 3 | Durchmesser ca. 7 m und Höhe ca. 0,4 m.                                                     | 28968816 | BW   |

## Latferde
| Lage                       | Bezeichnung            | Beschreibung                             | ID       | Bild |
| -------------------------- | ---------------------- | ---------------------------------------- | -------- | ---- |
| 52° 2′ 37″ N, 9° 25′ 54″ O | Latferde 1, Grabhügel  | Durchmesser ca. 16 m und Höhe ca. 0,9 m. | 28968817 | BW   |
| 52° 2′ 45″ N, 9° 25′ 22″ O | Latferde 10, Grabhügel | Durchmesser ca. 15 m und Höhe ca. 0,8 m. | 28968818 | BW   |

## Ohr
| Lage                       | Bezeichnung      | Beschreibung                                                                                             | ID       | Bild |
| -------------------------- | ---------------- | --- | -------- | ---- |
| 52° 2′ 59″ N, 9° 20′ 25″ O | Ohr 6, Grabhügel | Durchmesser ca. 20 m und Höhe ca. 1 m. Rund. Kuppe stark abgeflacht, mehrere Störungen durch Tierbauten. | 28968819 | BW   |